# Георг Шенк фон Таутенбург-Фрауенприсниц
Георг Шенк фон Таутенбург (на немски: Georg Schenk von Tautenburg in Frauenpriessnitz; † 1512 в Таутенбург) е шенк на Таутенбург, господар във Фрауенприсниц близо до Йена в Тюрингия.
Той е син на Ханс Шенк фон Таутенбург († 1501) и втората му съпруга Анна фон Плауен († 1501), дъщеря на Хайнрих IX фон Ройс-Грайц „Стари“ († 1476) и Магдалена фон Шварценберг († 1498). Майка му Анна фон Плауен се омъжва втори път за Лудвиг Зимацз цу Кунщат († сл. 1522).
Брат е на Ханс Шенк фон Таутенбург Стари († 1529) и Рудолф Шенк фон Таутенбург († 1516/1519) и полубрат на Бусо Шенк фон Таутенбург († 1495). Сестра му Маргарета Шенк фон Таутенбург († 1523) е омъжена 1497/1499 г. за граф Ернст XIII фон Глайхен-Рембда († 1504).
Фамилията фон Таутенбург притежава от 1427 г. също съседното господство Фрауенприсниц. 
Георг Шенк фон Таутенбург умира през 1512 г. в Таутенбург и е погребан във Фрауенприсниц- 
На 3 август 1640 г. с Кристиан Шенк фон Таутенбург измира тюрингската линия на шенките фон Таутенбург и господството е взето от Курфюрство Саксония.

## Фамилия
Георг Шенк фон Таутенбург се жени 1501 г. за Анна фон Шлайниц († 1512), дъщеря на обер-маршал Ханс фон Шлайниц и Магдалена фон Бюнау, дъщеря на Хайнрих фон Бюнау в Обер-Айла и Катарина Витцтум фон Аполда. Те имат децата:
- Ханс фон Таутенбург († сл. 6/16 август 1551), женен на 9 май 1535 г. за Доротея фон Мансфелд-Мителорт († 1560)
- Лудмила фон Таутенбург († сл. 1561), омъжена на 11 март 1523 г. за бургграф Зигмунд I фон Кирхберг, господар на Фарнрода (1501 – 1567)